# Newington Causeway
Newington Causeway est une voie de Southwark, à Londres, située entre Elephant and Castle et Borough High Street. La station de métro Elephant & Castle se trouve à l'extrémité sud. Elle suit le tracé de l'ancienne voie romaine Stane Street.

## Histoire
En 1912, un service de consultations externes du South London Hospital for Women and Children (en) est ouvert à Newington Causeway, grâce à l'argent collecté par Harriet Shaw Weaver, éditrice de The Freewoman (en), et d'autres féministes.
Metro Central Heights (à l'origine connu sous le nom d'Alexander Fleming House), une série d'immeubles à plusieurs étages du début des années 1960 conçus par Ernő Goldfinger comme immeubles de bureaux ensuite transformés en appartements, se trouve à l'extrémité sud de la voie. Le Ministry of Sound, une célèbre discothèque, se trouve dans Gaunt Street, juste à côté de Newington Causeway. C'est également là que se trouvent l'Inner London Crown Court et le Newington Court Business Centre.
The Institute of Optometry, anciennement le London Refraction Hospital, se trouve au 56-62 Newington Causeway. Les quartiers généraux de l'Armée du Salut du Royaume-Uni et de la république d'Irlande occupent un grand bâtiment au 101 Newington Causeway.
La route fait partie de l'A3.